# Torneo Rio-San Paolo 1961
Il Torneo Rio-San Paolo 1961 (ufficialmente in portoghese Torneio Rio-São Paulo 1961) è stato la 13ª edizione del Torneo Rio-San Paolo.

## Formula
Primo turno: le 10 squadre partecipanti vengono divise in due gruppi, uno formato dalla 5 squadre dello stato di San Paolo e l'altro dalle 5 squadre dello stato di Rio de Janeiro. Ogni squadra affronta tutte le altre squadre, indipendentemente dal gruppo di appartenenza, in partite di sola andata. Si qualificano alla fase successiva le 3 migliori squadre di ogni girone.
Fase finale: le 6 squadre partecipanti affrontano in partite di sola andata le 3 squadre dell'altro stato. Vince il torneo la squadra che totalizza più punti.

## Partecipanti
| Squadra       | Città          | Stato          |
| ------------- | -------------- | -------------- |
| America-RJ    | Rio de Janeiro | Rio de Janeiro |
| Botafogo      | Rio de Janeiro | Rio de Janeiro |
| Corinthians   | San Paolo      | San Paolo      |
| Flamengo      | Rio de Janeiro | Rio de Janeiro |
| Fluminense    | Rio de Janeiro | Rio de Janeiro |
| Palmeiras     | San Paolo      | San Paolo      |
| Portuguesa    | San Paolo      | San Paolo      |
| San Paolo     | San Paolo      | San Paolo      |
| Santos        | Santos         | San Paolo      |
| Vasco da Gama | Rio de Janeiro | Rio de Janeiro |

## Primo turno

### Risultati
| Casa/Trasferta | AME | BOT | COR | FLA | FLU | PAL | POR | SPA | SAN | VAS |
| -------------- | --- | --- | --- | --- | --- | --- | --- | --- | --- | --- |
| America-RJ     |     | 3-1 |     |     |     | 1-0 |     | 1-2 |     |     |
| Botafogo       |     |     | 1-0 | 3-0 | 4-3 |     | 3-1 |     |     | 5-1 |
| Corinthians    | 5-4 |     |     | 3-0 | 3-0 |     | 2-0 |     | 2-0 |     |
| Flamengo       | 2-1 |     |     |     |     |     | 2-0 |     | 1-7 | 2-1 |
| Fluminense     | 1-0 |     |     | 2-0 |     | 1-2 | 7-0 |     | 1-3 |     |
| Palmeiras      |     | 1-0 | 3-3 | 2-3 |     |     | 2-1 | 1-1 |     |     |
| Portuguesa     | 3-1 |     |     |     |     |     |     | 2-2 |     | 2-3 |
| San Paolo      |     | 1-1 | 3-2 | 1-2 | 2-3 |     |     |     |     |     |
| Santos         | 6-1 | 4-2 |     |     |     | 1-1 | 3-0 | 1-0 |     | 5-1 |
| Vasco da Gama  | 4-1 |     | 2-0 |     | 4-1 | 1-3 |     | 2-0 |     |     |

### Classifica

#### Gruppo A (San Paolo)
| Pos. | Squadra     | Pt | G | V | N | P | GF | GS | DR  |
| ---- | ----------- | -- | - | - | - | - | -- | -- | --- |
| 1.   | Santos      | 15 | 9 | 7 | 1 | 1 | 30 | 9  | +21 |
| 2.   | Corinthians | 11 | 9 | 5 | 1 | 3 | 20 | 13 | +7  |
| 2.   | Palmeiras   | 11 | 9 | 4 | 3 | 2 | 15 | 12 | +3  |
| 4.   | San Paolo   | 7  | 9 | 2 | 3 | 4 | 12 | 15 | -3  |
| 5.   | Portuguesa  | 3  | 9 | 1 | 1 | 7 | 9  | 25 | -16 |

#### Gruppo B (Rio de Janeiro)
| Pos. | Squadra       | Pt | G | V | N | P | GF | GS | DR  |
| ---- | ------------- | -- | - | - | - | - | -- | -- | --- |
| 1.   | Botafogo      | 11 | 9 | 5 | 1 | 3 | 20 | 14 | +6  |
| 2.   | Vasco da Gama | 10 | 9 | 5 | 0 | 4 | 19 | 19 | 0   |
| 2.   | Flamengo      | 10 | 9 | 5 | 0 | 4 | 12 | 20 | -8  |
| 4.   | Fluminense    | 8  | 9 | 4 | 0 | 5 | 19 | 18 | +1  |
| 5.   | America-RJ    | 4  | 9 | 2 | 0 | 7 | 13 | 24 | -11 |

### Verdetti
- Santos, Corinthians, Palmeiras, Botafogo, Vasco da Gama e Flamengo qualificati alla fase finale.

## Fase finale

### Risultati
| 1ª giornata | 1ª giornata   | 1ª giornata | 1ª giornata | 1ª giornata |
| ----------- | ------------- | ----------- | ----------- | ----------- |
| 13 apr.     | Vasco da Gama | -           | Santos      | 2-1         |
| 13 apr.     | Corinthians   | -           | Botafogo    | 0-1         |

| 2ª giornata | 2ª giornata | 2ª giornata | 2ª giornata   | 2ª giornata |
| ----------- | ----------- | ----------- | ------------- | ----------- |
| 16 apr.     | Flamengo    | -           | Palmeiras     | 3-1         |
| 16 apr.     | Corinthians | -           | Vasco da Gama | 0-2         |

| 3ª giornata | 3ª giornata | 3ª giornata | 3ª giornata | 3ª giornata |
| ----------- | ----------- | ----------- | ----------- | ----------- |
| 19 apr.     | Botafogo    | -           | Palmeiras   | 0-0         |
| 19 apr.     | Santos      | -           | Flamengo    | 1-5         |

| 4ª giornata | 4ª giornata | 4ª giornata | 4ª giornata   | 4ª giornata |
| ----------- | ----------- | ----------- | ------------- | ----------- |
| 22 apr.     | Palmeiras   | -           | Vasco da Gama | 1-0         |

| 5ª giornata | 5ª giornata | 5ª giornata | 5ª giornata | 5ª giornata |
| ----------- | ----------- | ----------- | ----------- | ----------- |
| 23 apr.     | Flamengo    | -           | Corinthians | 2-0         |
| 23 apr.     | Santos      | -           | Botafogo    | 1-2         |

### Classifica
| Pos. | Squadra       | Pt | G | V | N | P | GF | GS | DR |
| ---- | ------------- | -- | - | - | - | - | -- | -- | -- |
| 1.   | Flamengo      | 6  | 3 | 3 | 0 | 0 | 10 | 2  | +8 |
| 2.   | Botafogo      | 5  | 3 | 2 | 1 | 0 | 3  | 1  | +2 |
| 3.   | Vasco da Gama | 4  | 3 | 2 | 0 | 1 | 4  | 2  | +2 |
| 4.   | Palmeiras     | 3  | 3 | 1 | 1 | 1 | 2  | 3  | -1 |
| 5.   | Santos        | 0  | 3 | 0 | 0 | 3 | 3  | 9  | -6 |
| 5.   | Corinthians   | 0  | 3 | 0 | 0 | 3 | 0  | 5  | -5 |

## Classifica marcatori
| Gol |  |  | Giocatore       | Squadra       |
| --- |  |  | --------------- | ------------- |
| 9   |  |  | Coutinho        | Santos        |
| 9   |  |  | Pepe            | Santos        |
| 8   |  |  | Dida            | Flamengo      |
| 8   |  |  | Pelé            | Santos        |
| 7   |  |  | Jaburu          | Fluminense    |
| 7   |  |  | Armando Miranda | Corinthians   |
| 7   |  |  | Pacoti          | Vasco da Gama |
| 6   |  |  | Amarildo        | Botafogo      |
| 6   |  |  | Gérson          | Flamengo      |
| 6   |  |  | Quarentinha     | Botafogo      |
| 5   |  |  | China           | Botafogo      |
| 5   |  |  | Joaquinzinho    | Corinthians   |
| 5   |  |  | Waldo           | Fluminense    |